# Lepista flaccida
Lepista flaccida (James Sowerby, 1799, ex Narcisse Théophile Patouillard, 1887), sin., Clitocybe flaccida (James Sowerby, 1799, ex Paul Kummer, 1871), Clitocybe inversa (Giovanni Antonio Scopoli, 1772 ex Lucien Quélet, 1872), din încrengătura Basidiomycota în familia Tricholomataceae și de genul Lepista, denumită în popor șeaua piticului, trâmbița bradului, triftărele, este un soi saprofit și azotil de ciuperci comestibile foarte comun care însă lipsește în regiuni calcaroase. Se poate găsi în România, Basarabia și Bucovina de Nord preponderent în păduri de conifere pe lângă brazi și molizi, dar, de asemenea, în cele mixte, crescând în mănunchiuri și cercuri de vrăjitoare. Apare destul de târziu, de la câmpie la munte, din septembrie până în iarnă.
Epitetul se trage din cuvântul latin (latină flaccidus=mat, lipsit de putere), datorită aspectului pălăriei.

## Taxonomie

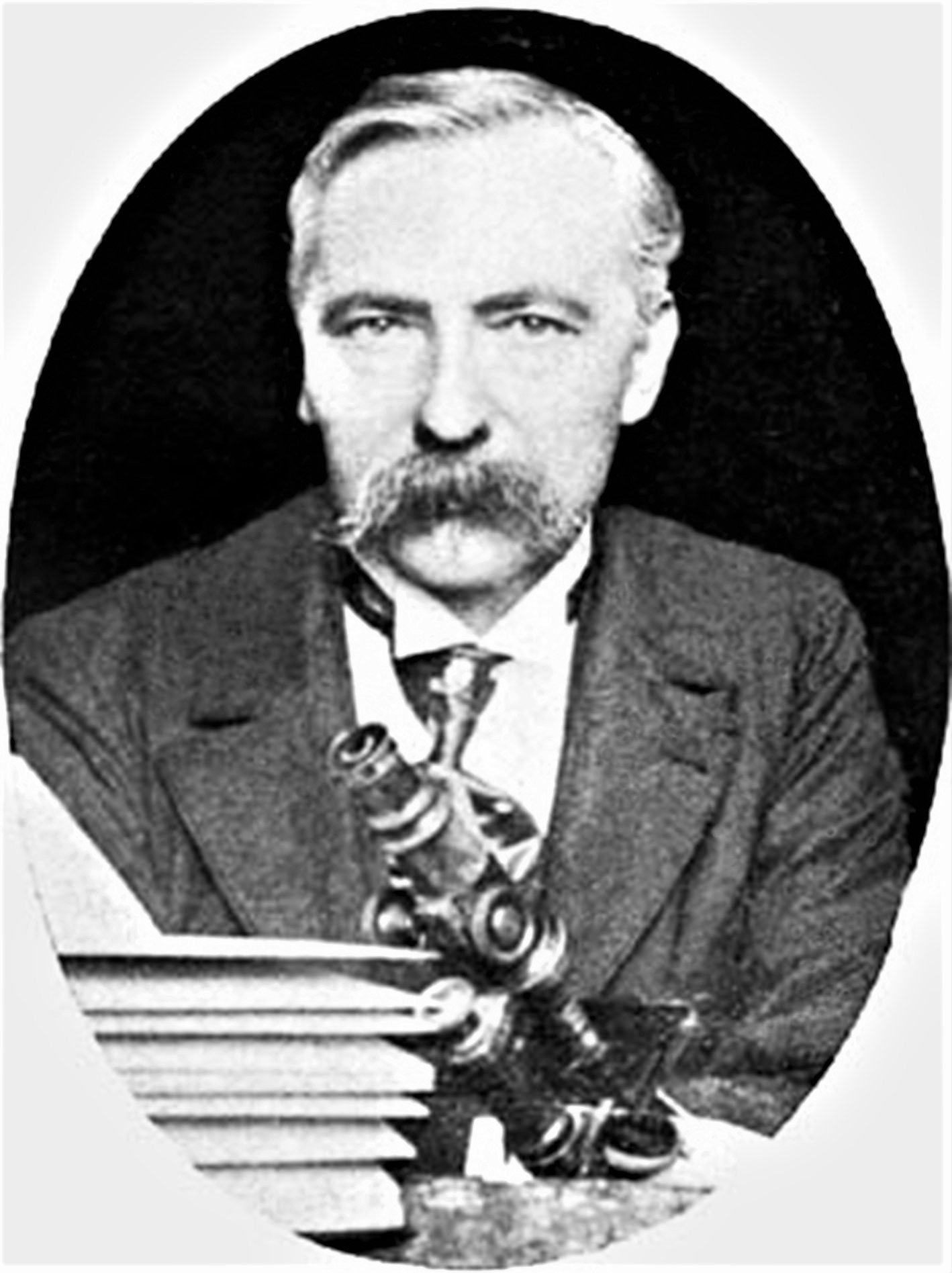
Narcisse T. Patouillard

Primul care a descris specia drept Agaricus inversus a fost micologul italian Giovanni Antonio Scopoli în volumul 2 al operei sale Flora carniolica exhibens plantas Carnioliae indigenas în 1772, în 1772 transferat la genul Clitocybe sub păstrarea epitetului de micologul francez Lucien Quélet în 1872. Această denumire a fost folosită deseori și se mai găsește în cărțile de exemplu ale lui Bruno Cetto sau Jakob Emanuel Lange. Sub numele Agaricus infundibuliformis soiul a fost descris de două ori: odată de renumitul Jacob Christian Schäffer (1774) și odată de savantul Pierre Bulliard (1786), dar taxonul nu s-a ținut.
În 1799, botanistul englez James Sowerby a determinat specia drept Agaricus flaccidus de verificat în volumul 2 al operei sale Coloured figures of English Fungi or mushrooms., hotărât să fie numele binomial. Micologul francez Narcisse Théophile Patouillard l-a transferat în cartea sa Les Hyménomycètes d'Europe - Anatomie et Classification des Champignons Supérieurs corect la genul Lepista sub păstrarea epitetului în 1887. Acest taxon este numele curent valabil (2020). Dar și taxonul Clitocybe flaccida al micologului german Paul Kummer din 1871 se mai poate citi în diverse publicații mai vechi.
În sfârșit, în 2012, micologul italian Alfredo Vizzini a văzut specia aparținător genului Paralepista, creat de micologul german Jörg Raithelhuber, alăturând specia ca Paralepista flaccida. Această denumire este doar acceptată nume curent de Index Fungorum. Astfel de exemplu, nici mai prestigiosul comitet de taxonomie Mycobank, nici bazele de date ale National Center for Biotechnology Information (NCBI) acceptă, văzând în această denumire doar un sinonim. De neglijat sunt și toate celelalte încercări de redenumire, fiind nefolosite.

## Descriere

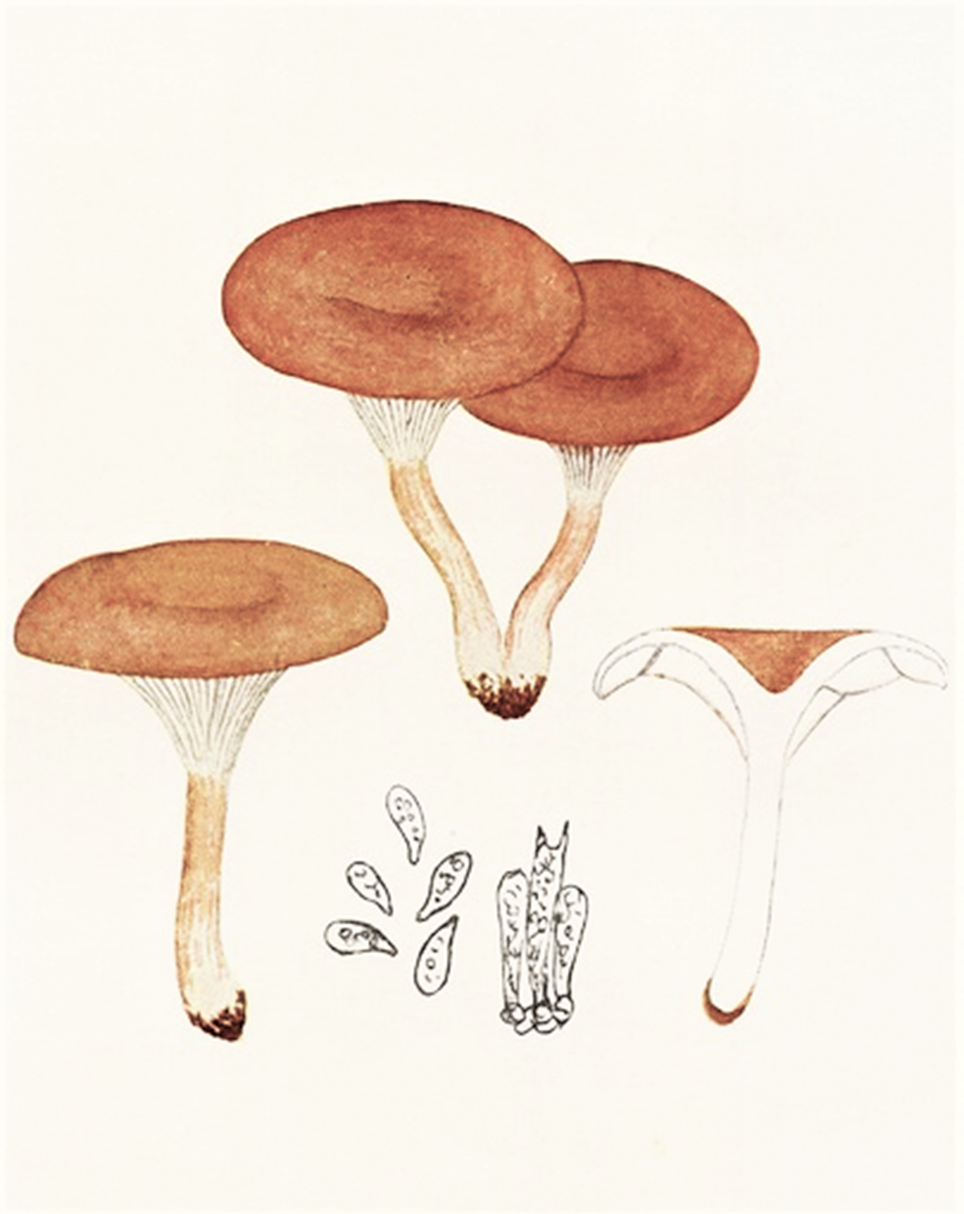
Bres.:Clitocybe flaccida

- Pălăria: de 4-10 (13) cm diametru, este elastică, subțire și higrofană (schimbă culoarea dacă pierde sau absoarbă apă), cu marginea răsfrântă în jos, fâlfâită neregulat, adesea cu fibre încarnate radiale și deja de la început adâncită în mijloc în formă de pâlnie. Cuticula netedă, umed-strălucitoare este de un colorit galben-ocru, crem-maroniu, până la roșiatic sau brun de vulpe, nu rar presărată de pete apoase, decolorându-se de mai multe ori datorită higrofiliei.
- Lamelele: sunt foarte dese, subțiri, clar decurente la picior, mult și scurt bifurcate, de culoare mai deschisă ca pălăria, fiind albicioase, ocru-gălbuie, aproape portocalii sau slab ruginii, devenind în vârstă pârlite.
- Piciorul: întotdeauna mai scurt decât diametrul pălăriei, are o înălțime de  3–7 cm și o lățime de 0,8-1,2 cm, este tare și rezistent, neted, albicios, subțire și aproape cilindric, în partea inferioară uneori slab îngroșat, la început plin până împăiat, apoi complet gol în interior. Coloritul este albicios, crem, ocru-gălbui galben-maroniu sau brun de alune, uneori ca cel al pălăriei. Baza prezintă în regulă un fetru miceliar țesălat alb și gros, fiind concrescută cu substratul. Tija nu are inel.
- Carnea: este subțire, higrofilă, dar destul de tare și fibroasă, în pălărie ceva mai moale, coloritul fiind slab gălbui până crem. Mirosul slab amărui, amintește de iarbă proaspăt tăiată, și gustul este neremarcabil și blând, la bătrânețe însă mucegăit ca la multe alte ciuperci în acest stadiu.[4][5]
- Caracteristici microscopice: are spori alungiți în formă de pară sau virgulă, netezi, hialini (translucizi), neamiloizi (nu intră în reacție cu iod), având o mărime de 5-7 x 3-4 microni. Pulberea lor este crem. Basidiile clavate cu două sterigme fiecare măsoară 28-32 x 6-8 microni. Cistidele (elemente sterile situate în stratul himenal sau printre celulele din pielița pălăriei și a piciorului, probabil cu rol de excreție) cu un aspect asemănător sunt ceva mai scurte și rotunjite în vârf.[17] Studii mai recente au arătat că descrierea sporilor de Bresadola nu este complet exactă. Deci acestea sunt mai rotunjoare și suprafața este fin verucoasă.[18]
- Reacții chimice: carnea și cuticula se colorează cu hidroxid de potasiu galben.[19][20]

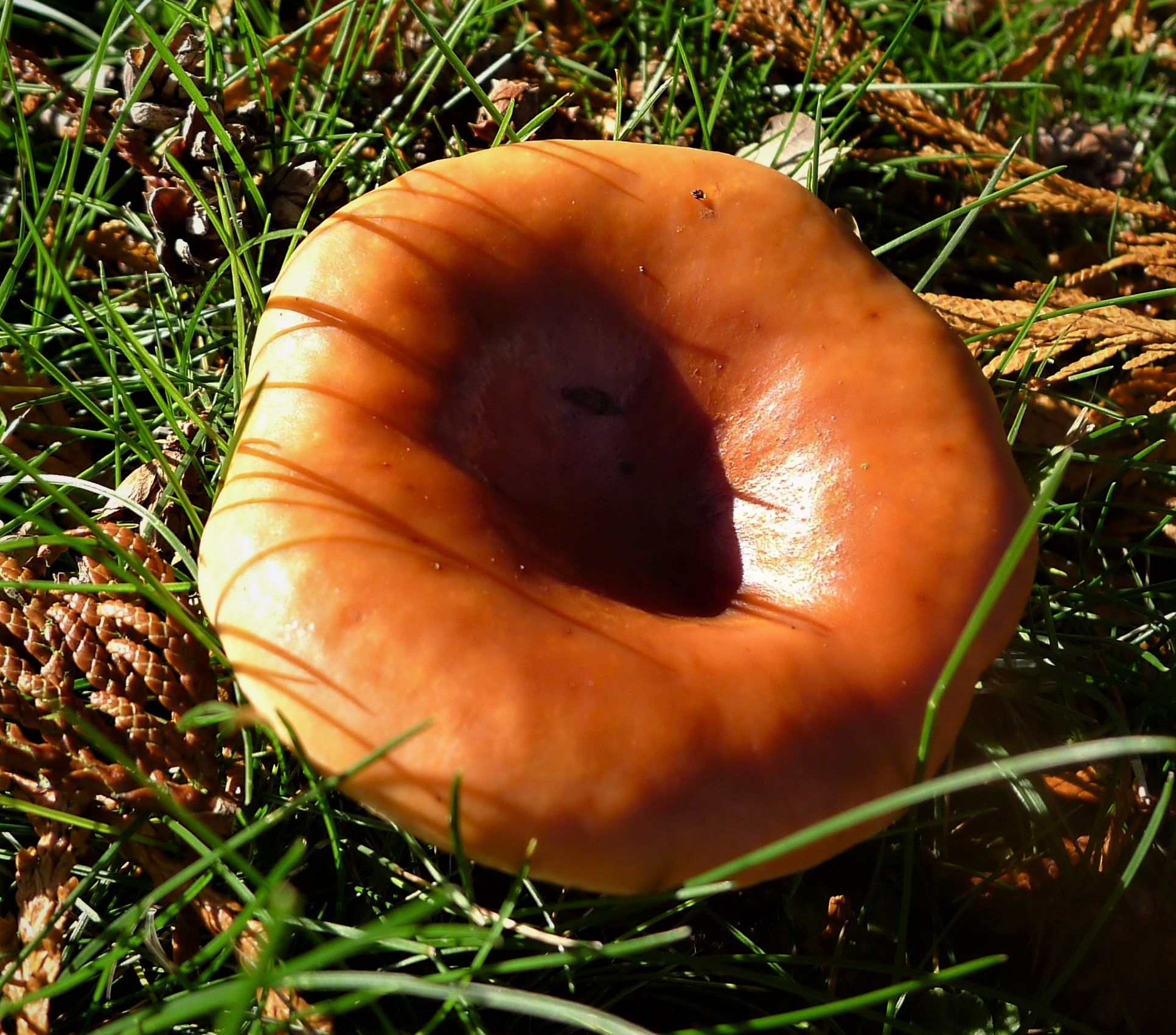
L. flaccida, pălărie
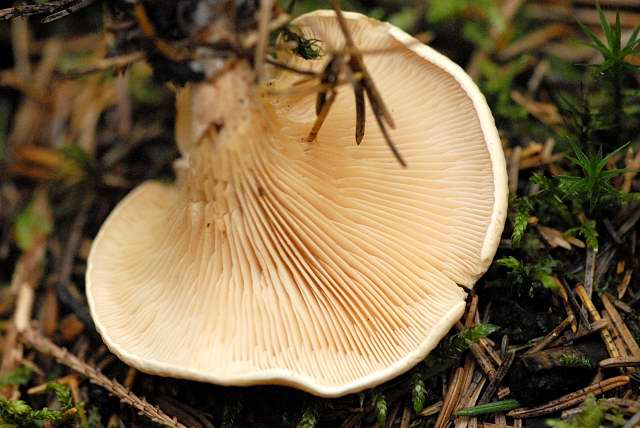
L. flaccida tânără, lamele și picior
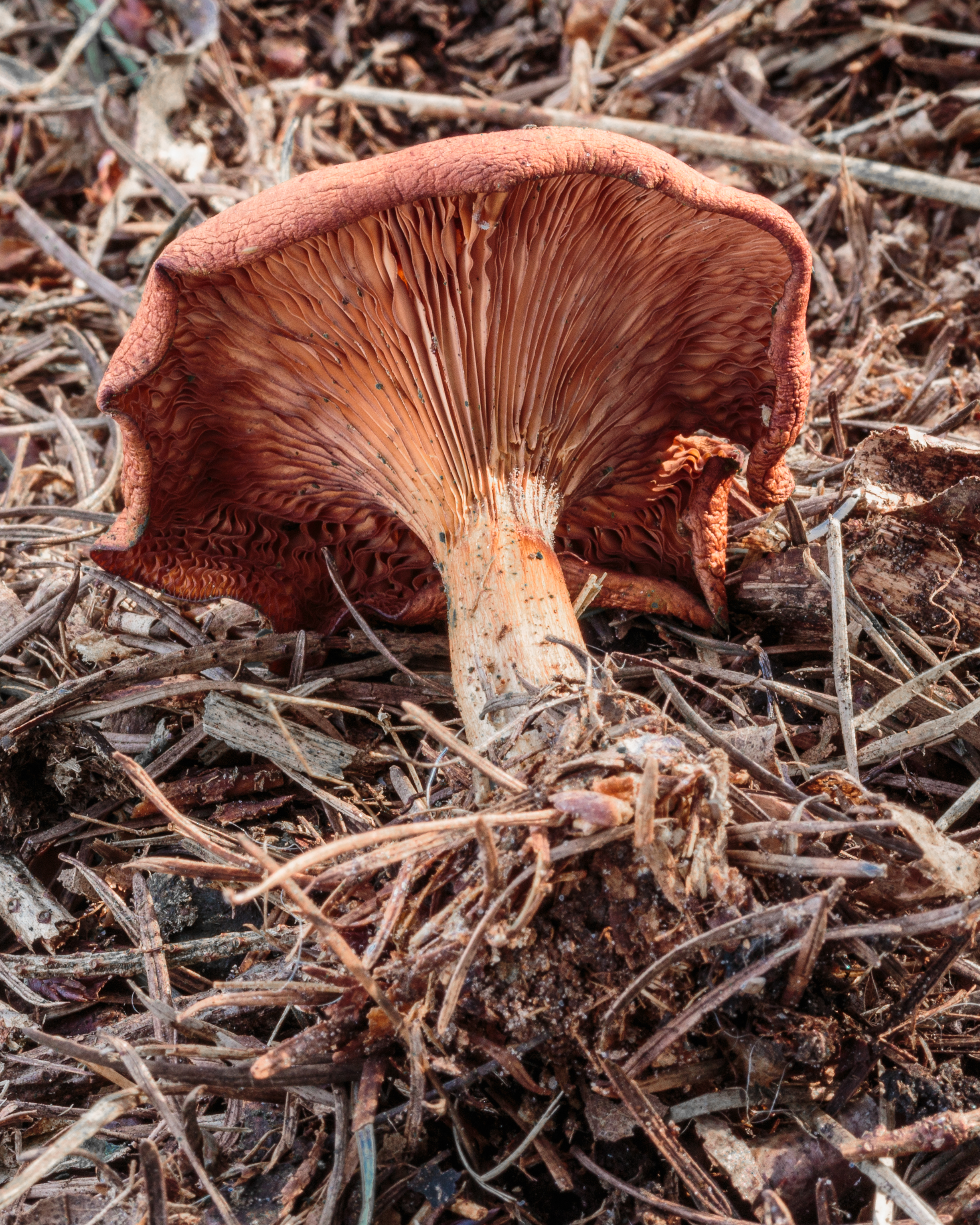
L. flaccida bătrână, lamele și picior
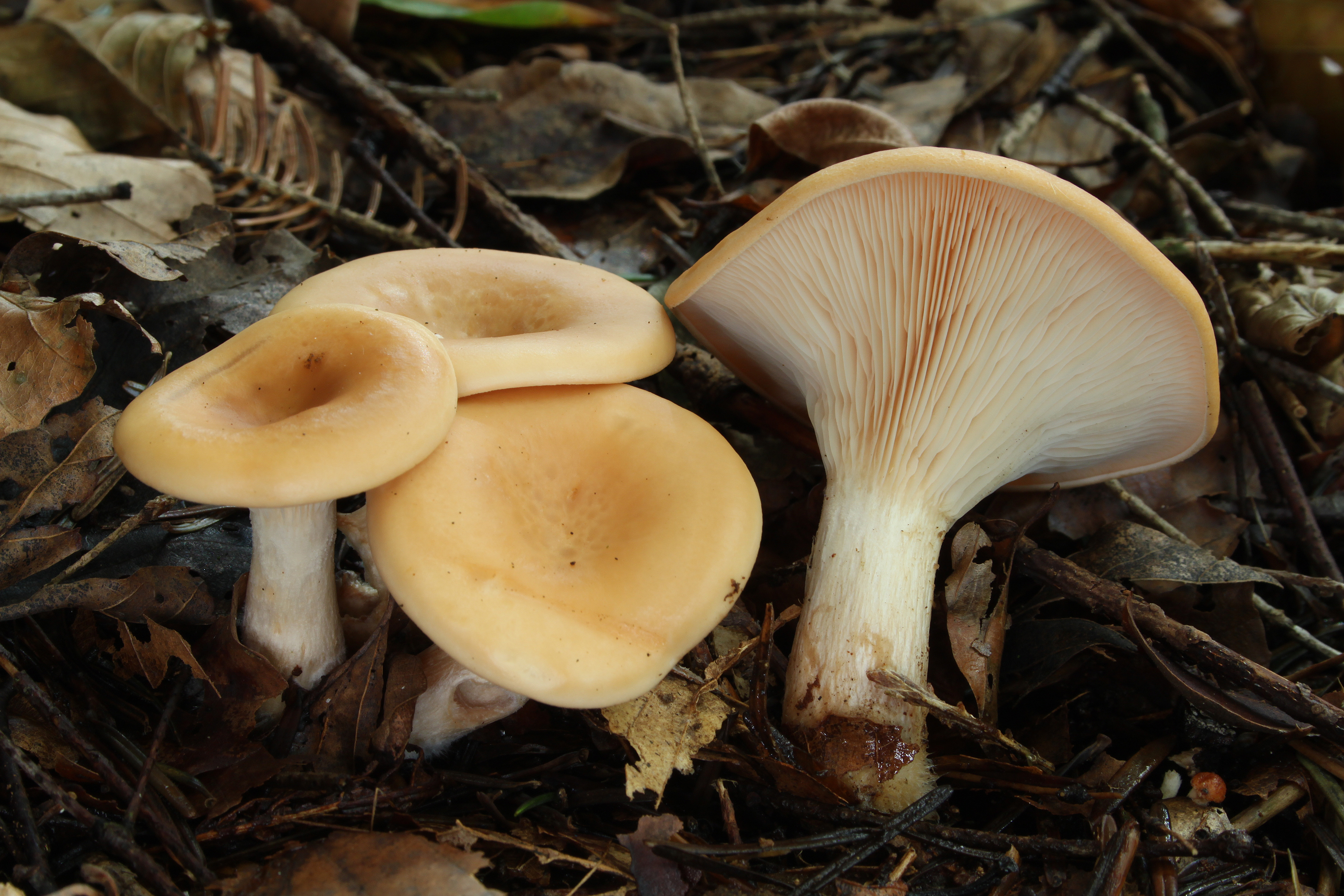
L. flaccida tinere

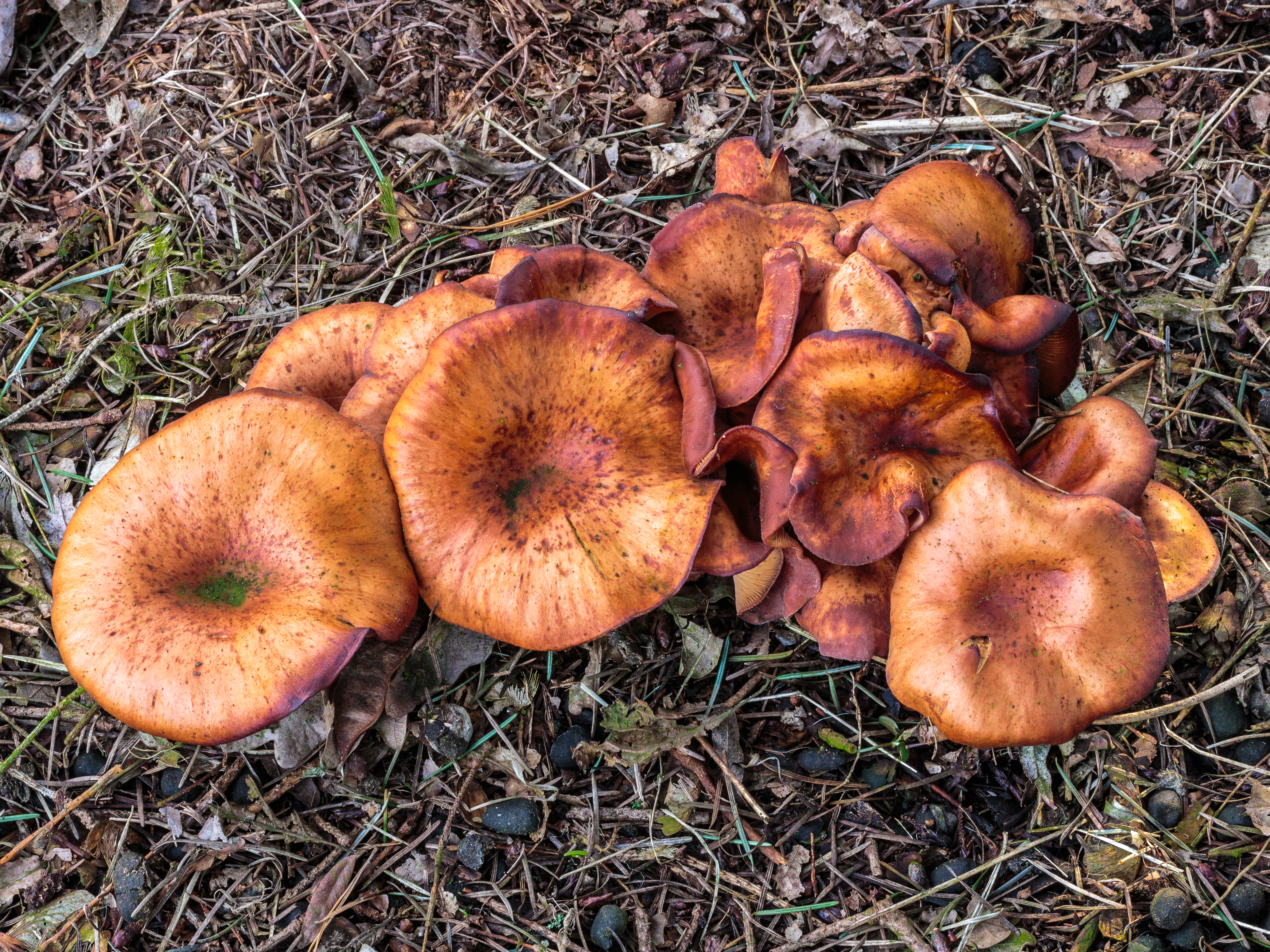
L. flaccida bătrâne în mănunchi
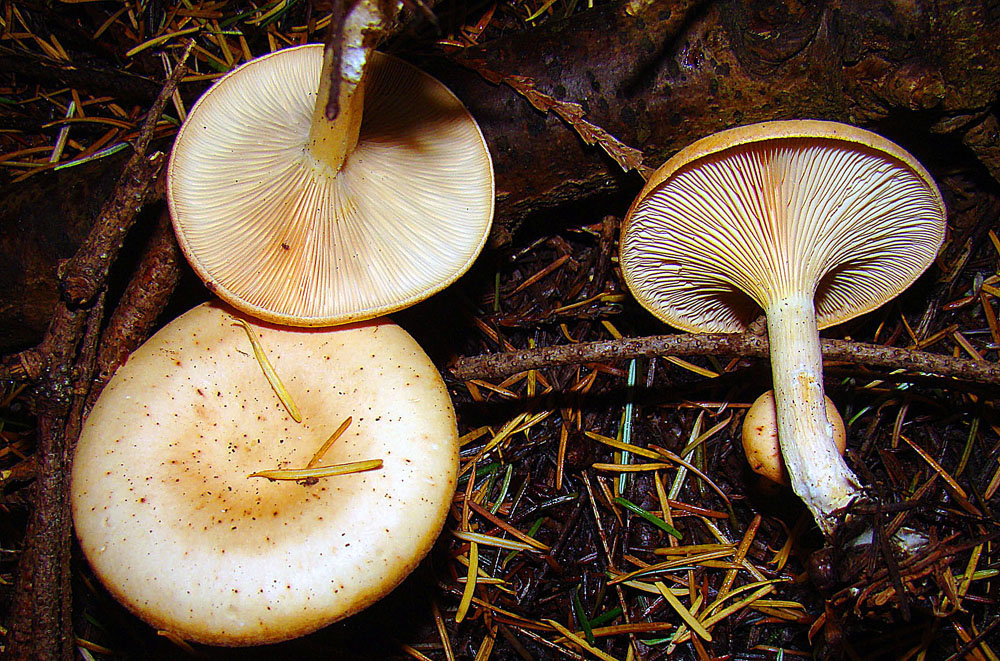
L. flaccida mai deschise
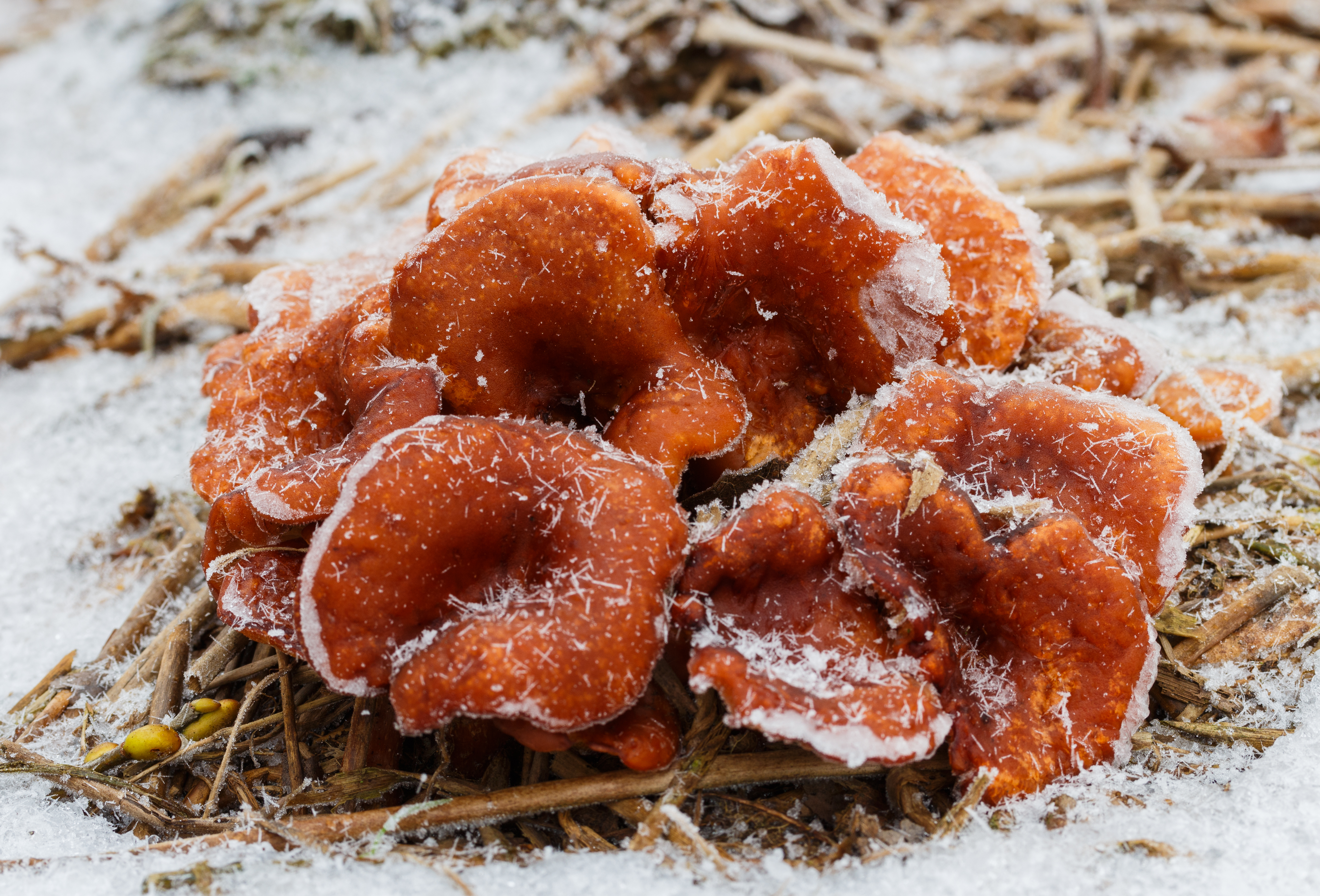
L. flaccida în iarnă

## Confuzii
Lepista flaccida poate fi confundată cu mai multe alte soiuri comestibile până letale, de exemplu cu: Clitocybe amoenolens sin. Paralepistopis amoenolens (letal, cuticula de colorit mai brun-roz, lamelele foarte asemănătoare, miros puternic de iasomie, pere coapte sau viorele, nu de migdale), (imagini:) Clitocybe clavipes sin. Ampulloclitocybe clavipes (comestibil, dar otrăvitor cu alcool, miros de ciuperci, slab fructuos), Clitocybe geotropa sin. Infundibulicybe geotropa (comestibil, mai mare, miroase asemănător), Clitocybe odora (comestibil, miros de anason), Clitocybe phyllophila sin. Clitocybe cerussata (letal, miros ceva rășinos la maturitate, niciodată de migdale amare), Clitocybe sinopica (comestibil), Clitocybe squamulosa (comestibil), Clitopilus geminus (comestibil, miros puternic de faină). Hygrophoropsis aurantiaca (comestibil), Hygrophoropsis olida (slab otrăvitor, miros aromatic, în timpul uscării dezgustător chimic), Lepista gilva (comestibil, mai mare, cu pete apoase pe pălărie), Infundibulicybe gibba sin. Clitocybe gibba (comestibil, mirosul dulceag amintește ceva de migdale amare și gustul este aromat) sau Pseudoclitocybe cyathiformis (comestibilă).

## Specii asemănătoare în imagini

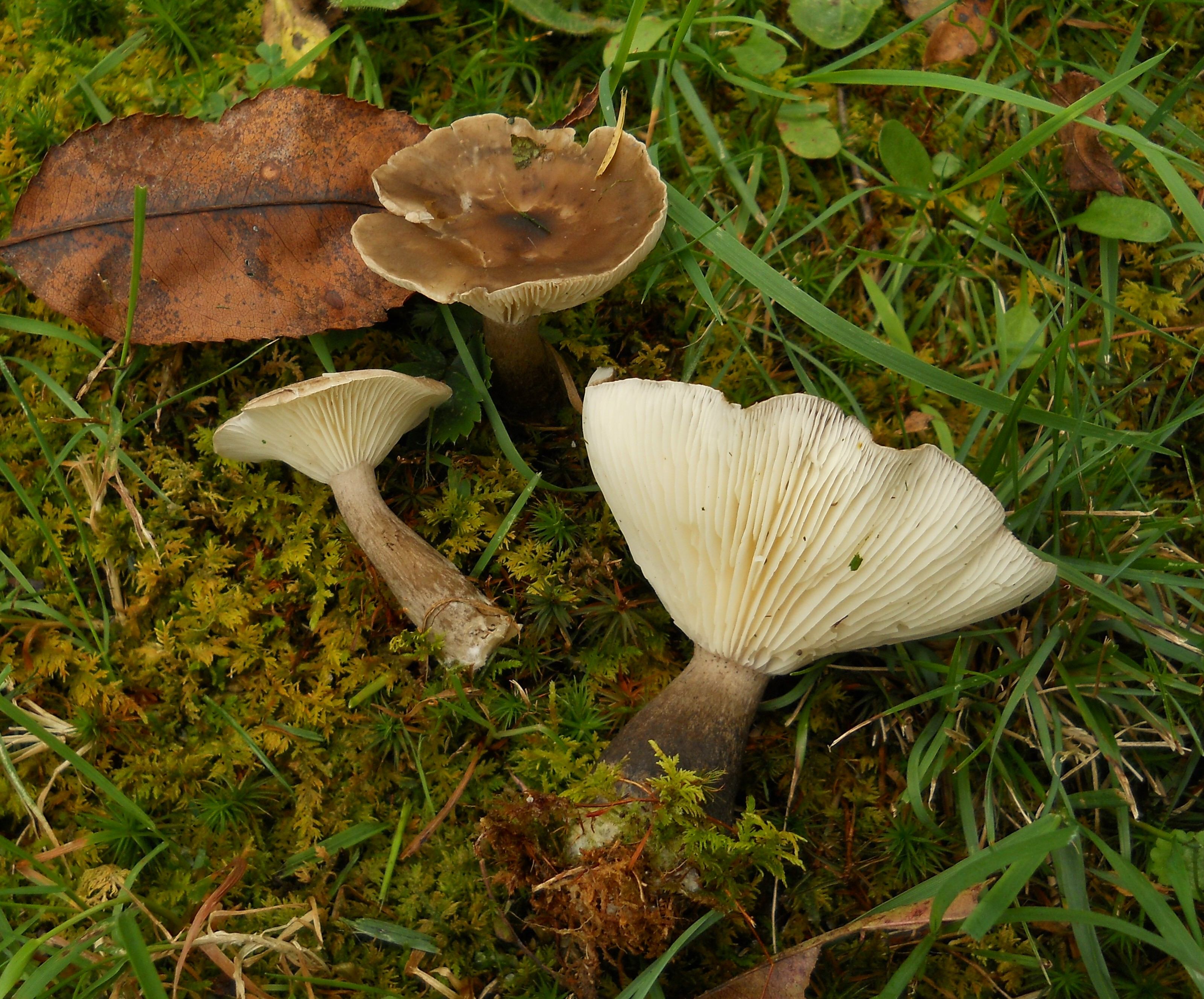
!Clitocybe clavipes!
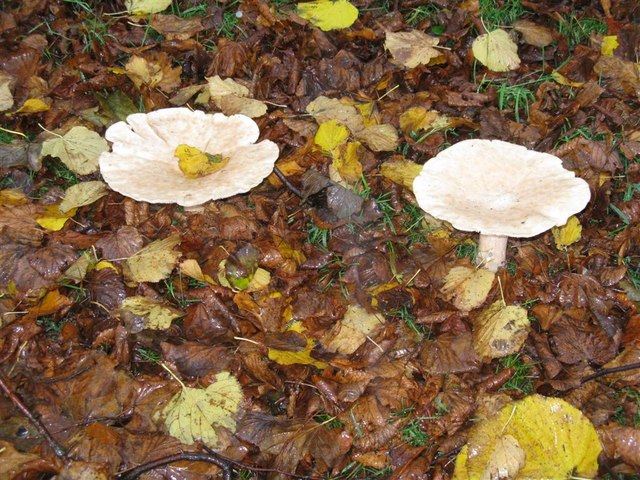
Clitocybe geotropa
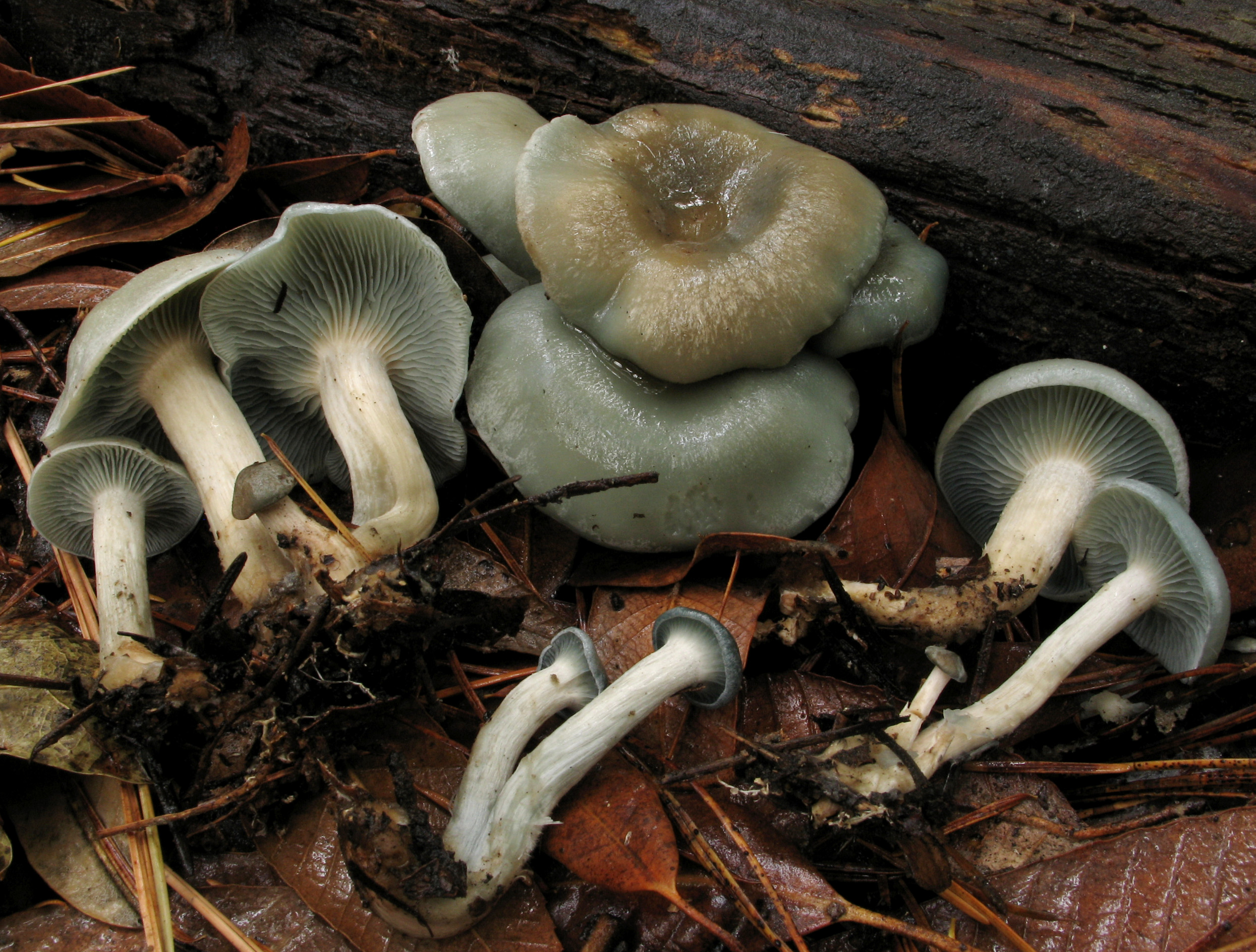
Clitocybe odora
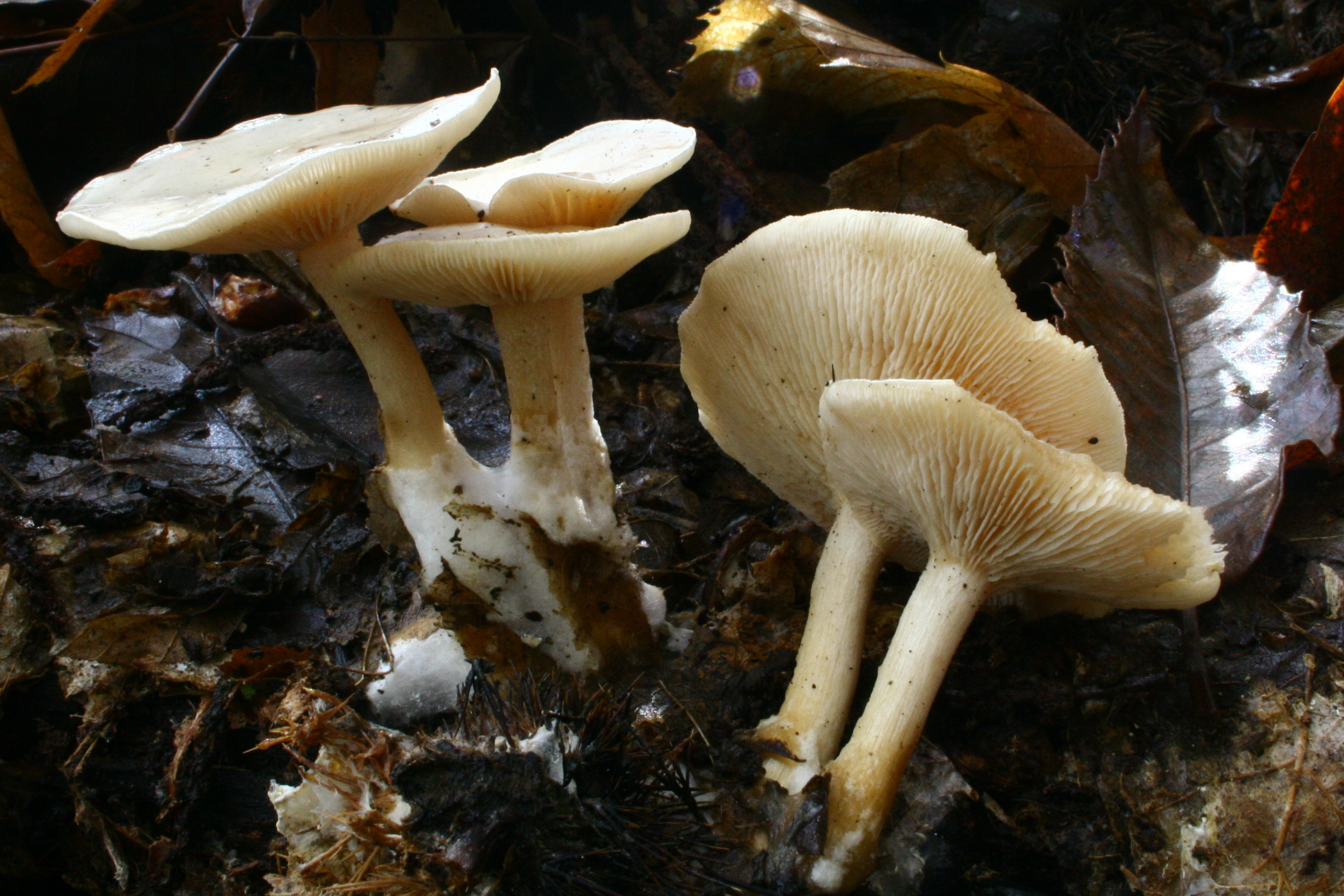
!!!Clitocybe phyllophila!!!
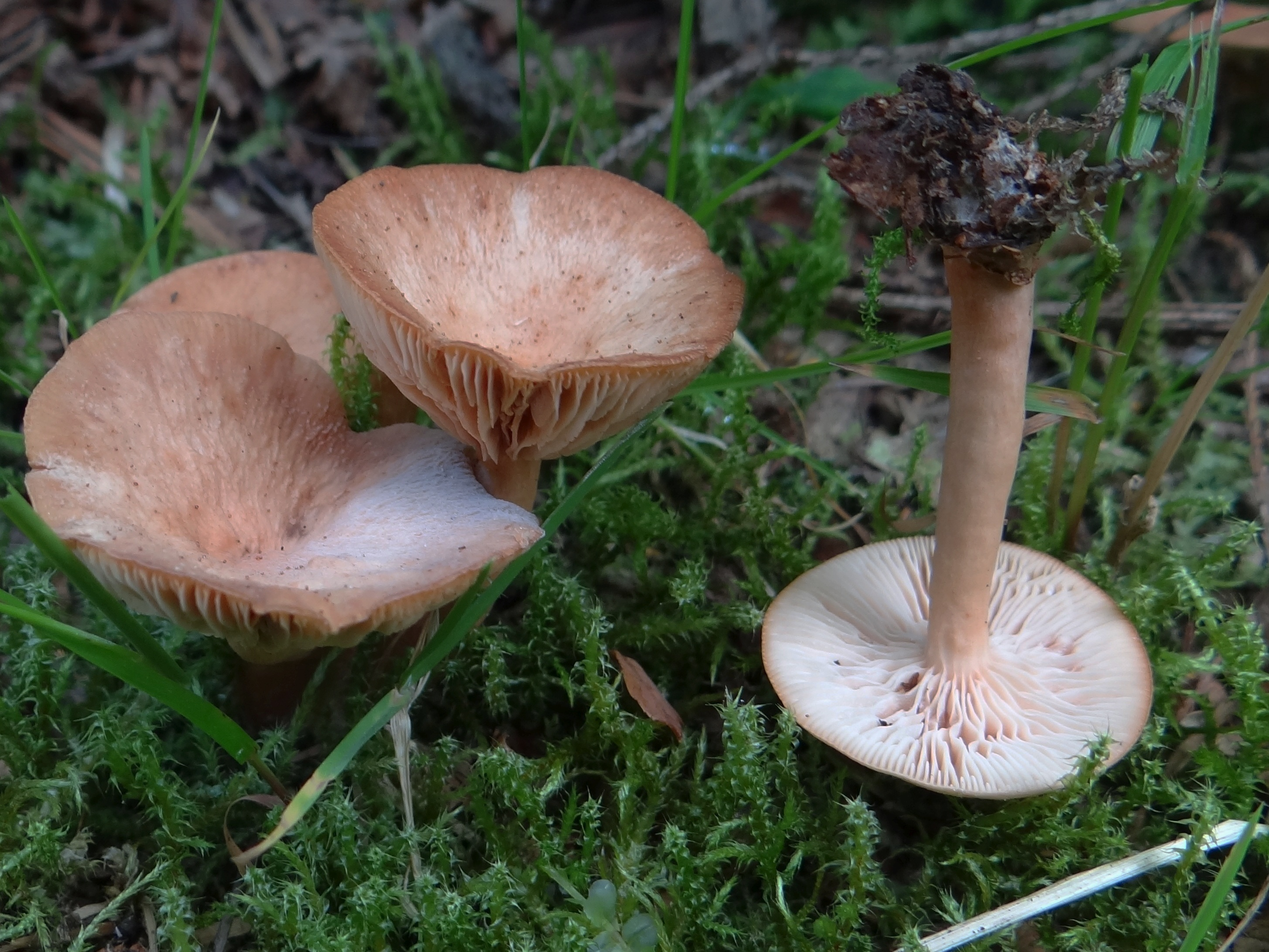
Clitocybe sinopica
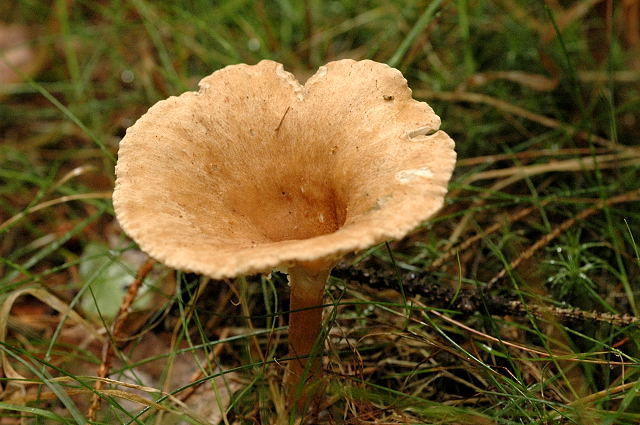
Clitocybe.squamulosa

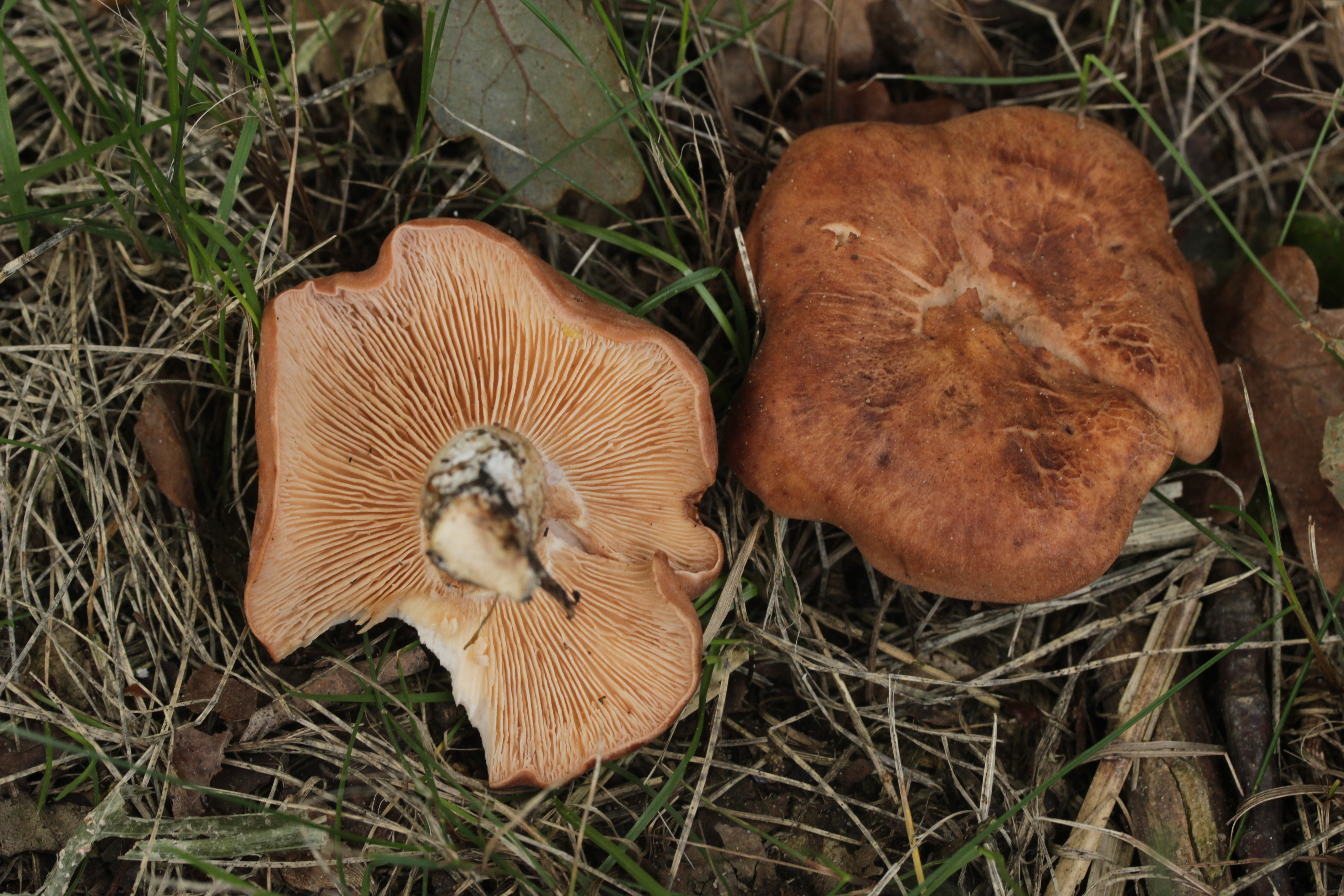
Clitopilus geminus
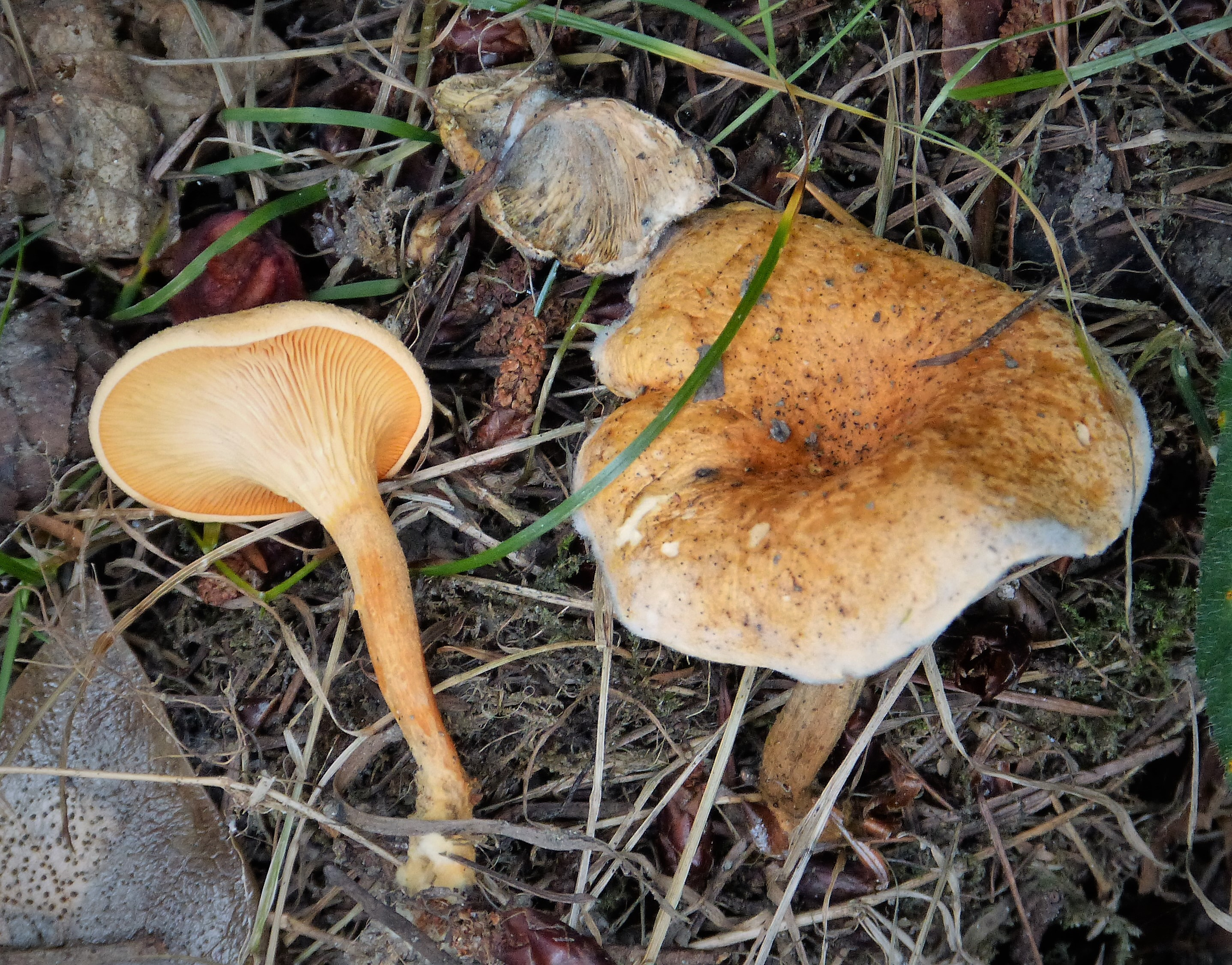
Hygrophoropsis auriantiaca
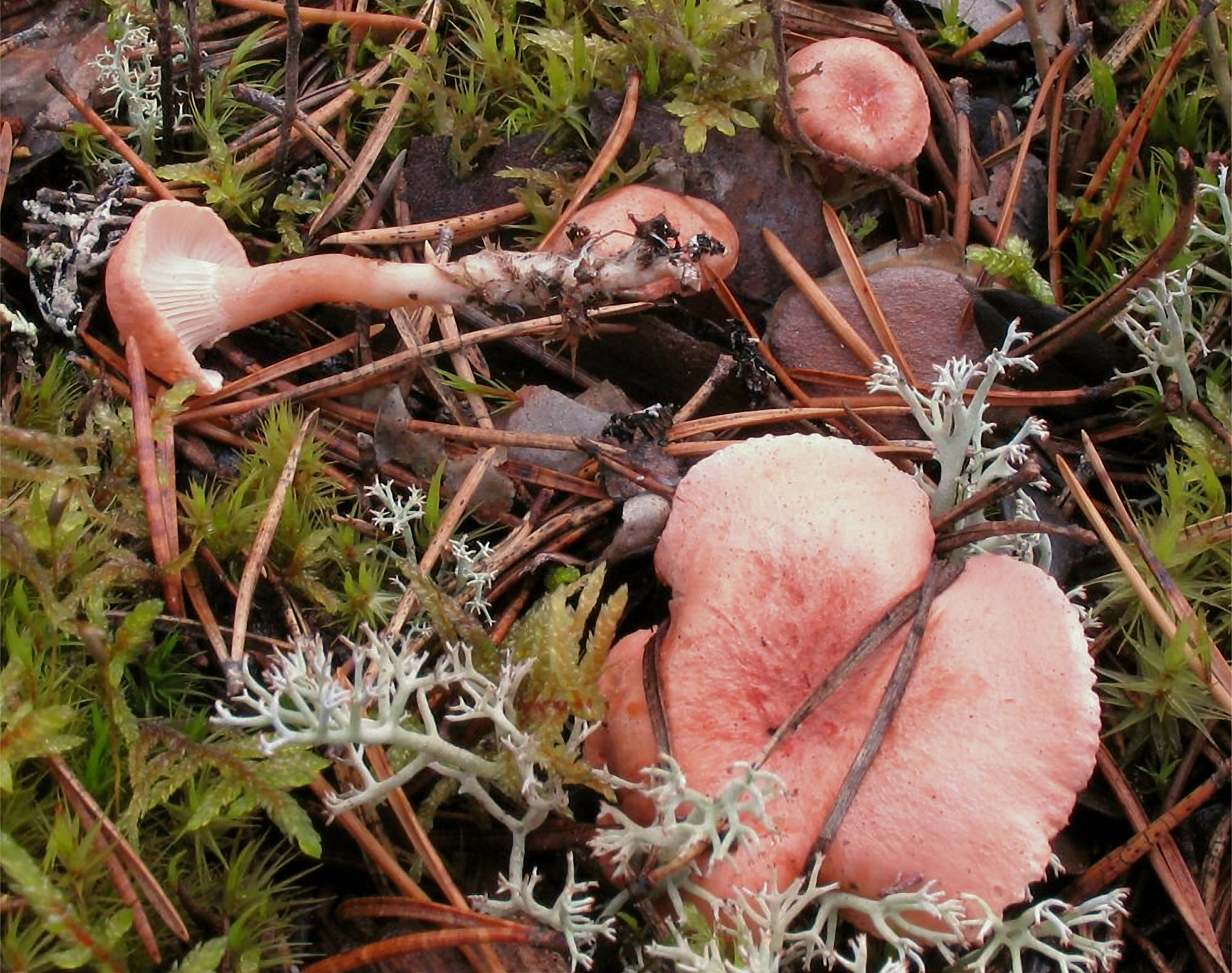
!!Hygrophoropsis olida!!
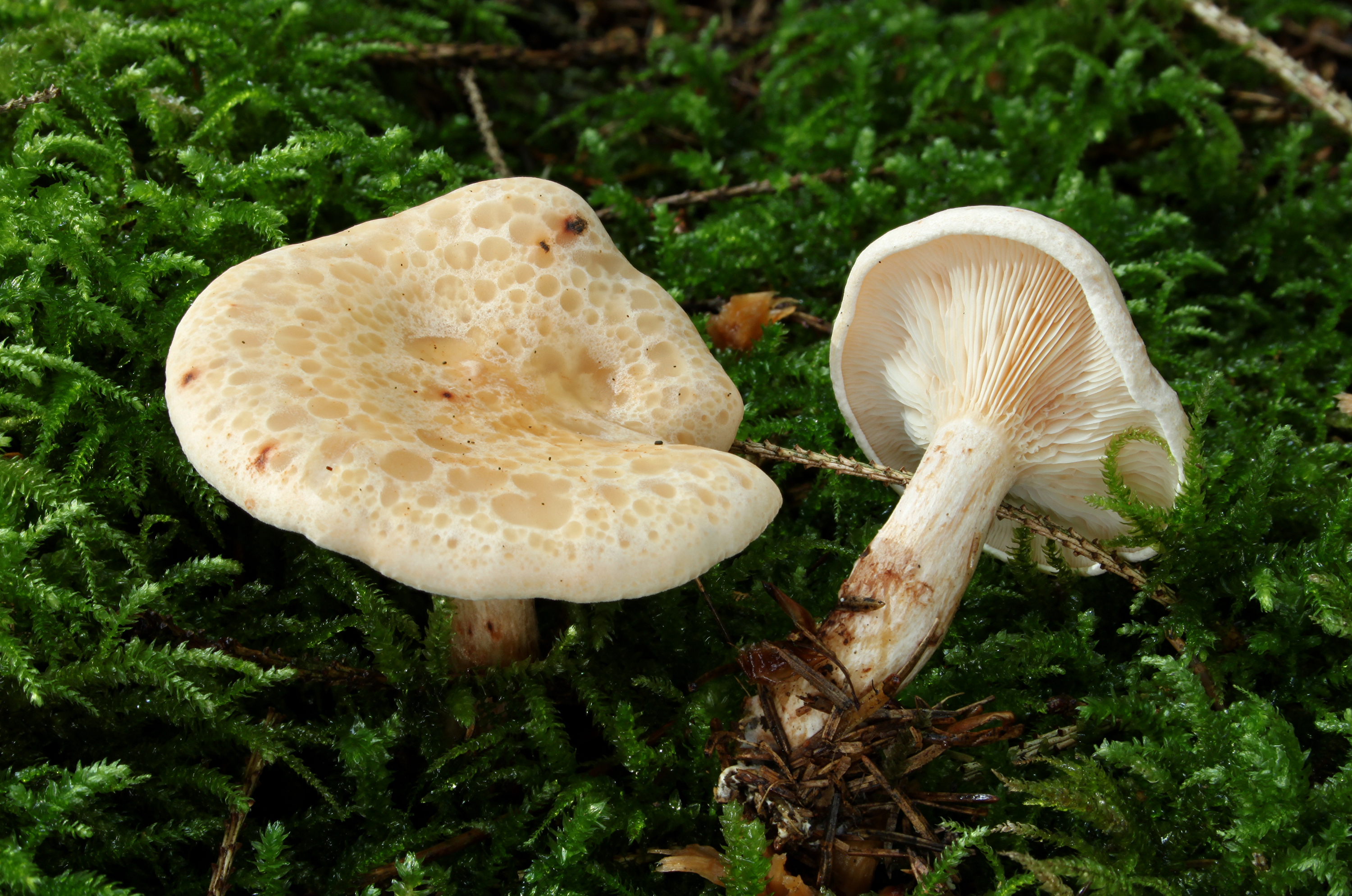
Lepista gilva
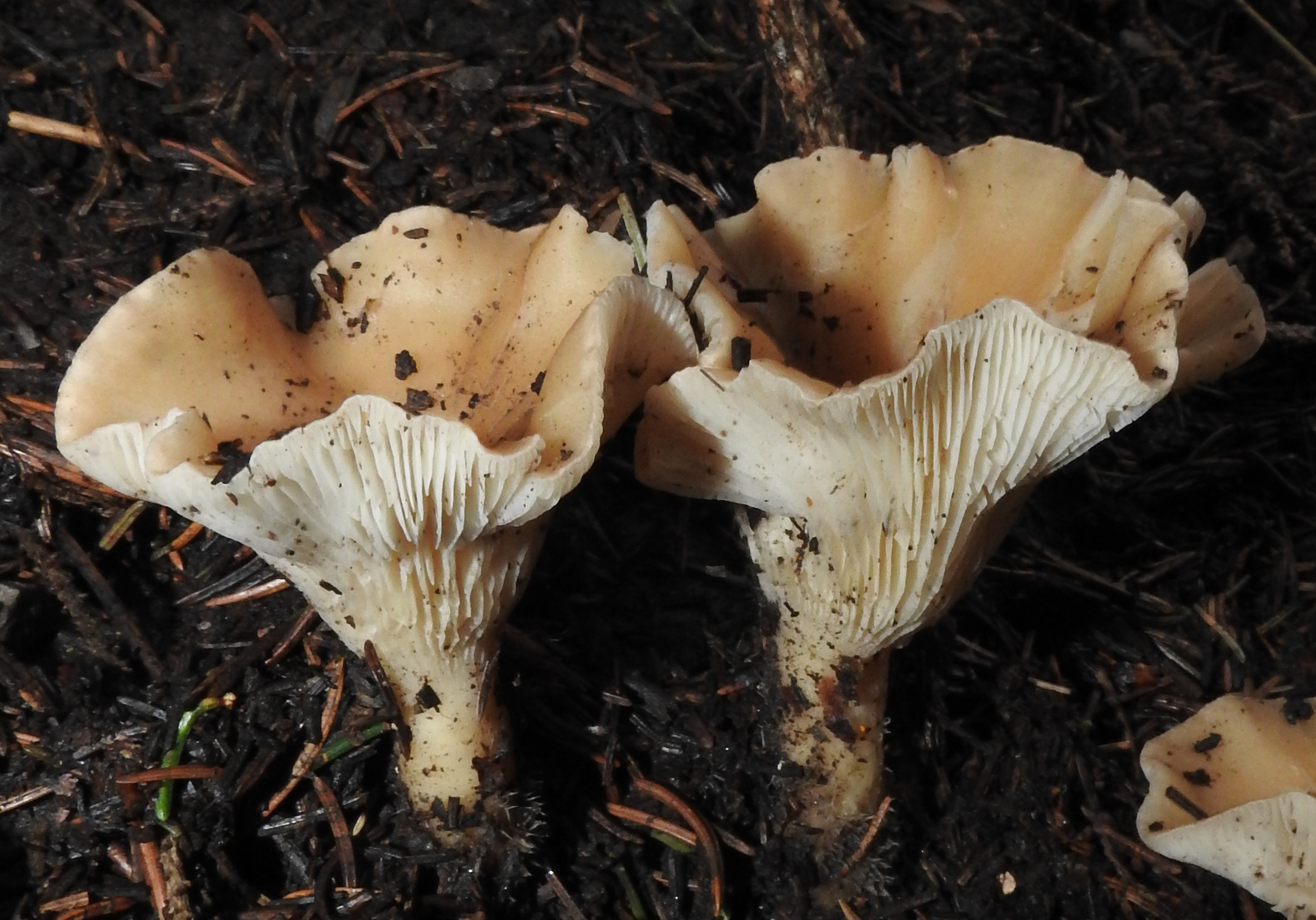
Infundibulicybe gibba sin. Clitocybe gibba
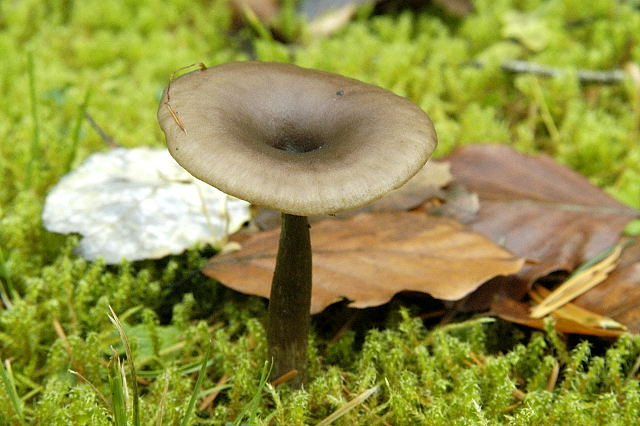
Pseudoclitocybe

## Valorificare
Trâmbița bradului nu este de calitate culinară superioară. Pălăriile (piciorul este prea tare) se prepară cel mai bine într-o ciulama împreună cu alți bureți sau prăjit scurt și pe foc mare. Soiul poate fi de asemenea uscat. Fiind destul de dificil de digerat, consumată în cantități mai mari, ar putea provoca probleme gastrointestinale la persoane sensibile. Mai departe se spune, că ar fi toxic, ingerat împreună cu alcool. Evitați de acea consumul împreună cu băuturi alcoolice. Odată înghețată, nu o mai mâncați, pentru că nu se știe, dacă nu a fost deja dezghețată odată anterior.